# المضحكون
المضحكون هو مسلسل رسوم متحركة أمريكي عرض لأول مرة في 9 سبتمبر 1978 واستمر عرضه حتى 2 ديسمبر 1978. يتكون من 13 حلقة وتمت دبلجة المسلسل للغة العربية بواسطة مركز الزهرة وعرض على قناة سبيس تون.

## روابط خارجية
- المضحكون على موقع IMDb (الإنجليزية)
- المضحكون على موقع قاعدة بيانات الفيلم (الإنجليزية)
- المضحكون في قاعدة بيانات الرسوم المتحركة الكبيرة